# Ičići
 Ičići  (olaszul: Icici) falu Horvátországban, a Tengermellék-Hegyvidék megyében. Közigazgatásilag Abbáziához tartozik.

## Fekvése
Fiume központjától 13 km-re nyugatra, községközpontjától 3 km-re délnyugatra a Tengermelléken, az Isztriai-félsziget északkeleti részén az Učka-hegység lábánál fekszik. Északról Abbázia, nyugatról Veprinac, délről Ika határolja. Tengerparti település, a tengerpartjának hossza mintegy másfél kilométer. Északnyugati, erdős része mintegy 4 kilométer hosszan és közel 400 méter magasságig felhúzódik az Učka-hegység lejtőire. A növényzet nagy részét a babér alkotja.

## Története
A település neve képzett szó, mely a szomszédos Ika falu lakóinak elnevezéséből származik. A falu területe már a történelem előtti időkben is lakott volt. A római uralom előtt területe a libur nép hazája volt, majd a rómaiak után a keleti gótok és a bizánciak uralma következett. A szlávok a 7. században érkeztek ide, azután a frankok uralma következett. A 12. században Ičići területe az aquileai pátriárka fennhatósága alá került. A 14. században került a Habsburgok kezére, akik egészen 1918-ig uralmuk alatt tartották. A település központja a kikötő volt, ahol a helyi vásár zajlott és ahonnan fával, mésszel, szénnel, olajjal, borral és más árukkal megrakott hajók indultak. A 19. század vége felé modern villák, szanatóriumok és nyaralók épültek. Münzék idejében Ičići már festői lakóhely hírében állt a nemesi családok és társaságok körében. Megnövekedett az ingatlanforgalom. Jakob Ludwig Münz dél-tiroli építési vállalkozó 1903-ban építtette fel itteni, nagy feltűnést keltő villáját. Münz építőipari vállalata parcellázta fel az út és az ikai határ által határolt területet, ahova egymás után épültek fel a villák és nyaralók. A településnek 1880-ban 113, 1910-ben 342 lakosa volt.  Az első világháború után az Olasz Királyság szerezte meg ezt a területet, majd az olaszok háborúból kilépése után 1943-ban német megszállás alá került. A mai Piccolo paradiso étterem helyén még az Osztrák-Magyar Monarchia idején szivattyútelepet létesítettek, mely Abbáziát látta el a Klar-patak vizével. Az étterem feletti gödörbe dobálták 1945 áprilisában a német megszállók a helyi hazafiak holttesteit, e helyet ma emléktábla jelöli. 1945 után a területet Jugoszláviához csatolták, majd ennek széthullása után a független Horvátország része lett. Az Ičići motelnek ma csak tengerparti része van. A Venezia pizzéria feletti épületben az 1991 és 1995 közötti háborúban kelet-szlavóniai  menekülteket helyeztek el, később felújították és lakásokat alakítottak ki benne. Valahol ennek a helyén a 17. században egy a jezsuiták birtokában levő három emeletes barokk épület állt, melynek kövei ma is megtalálhatók a szomszédos kertekben. Ma Ičići ragyogó tengeri kilátással rendelkező ismert üdülőhely, ahonnan nagyszerű kilátás nyílik a Kvarner-öbölre, Abbázia és Fiume környékére. A településnek 2011-ben 856 lakosa volt.

## Lakosság

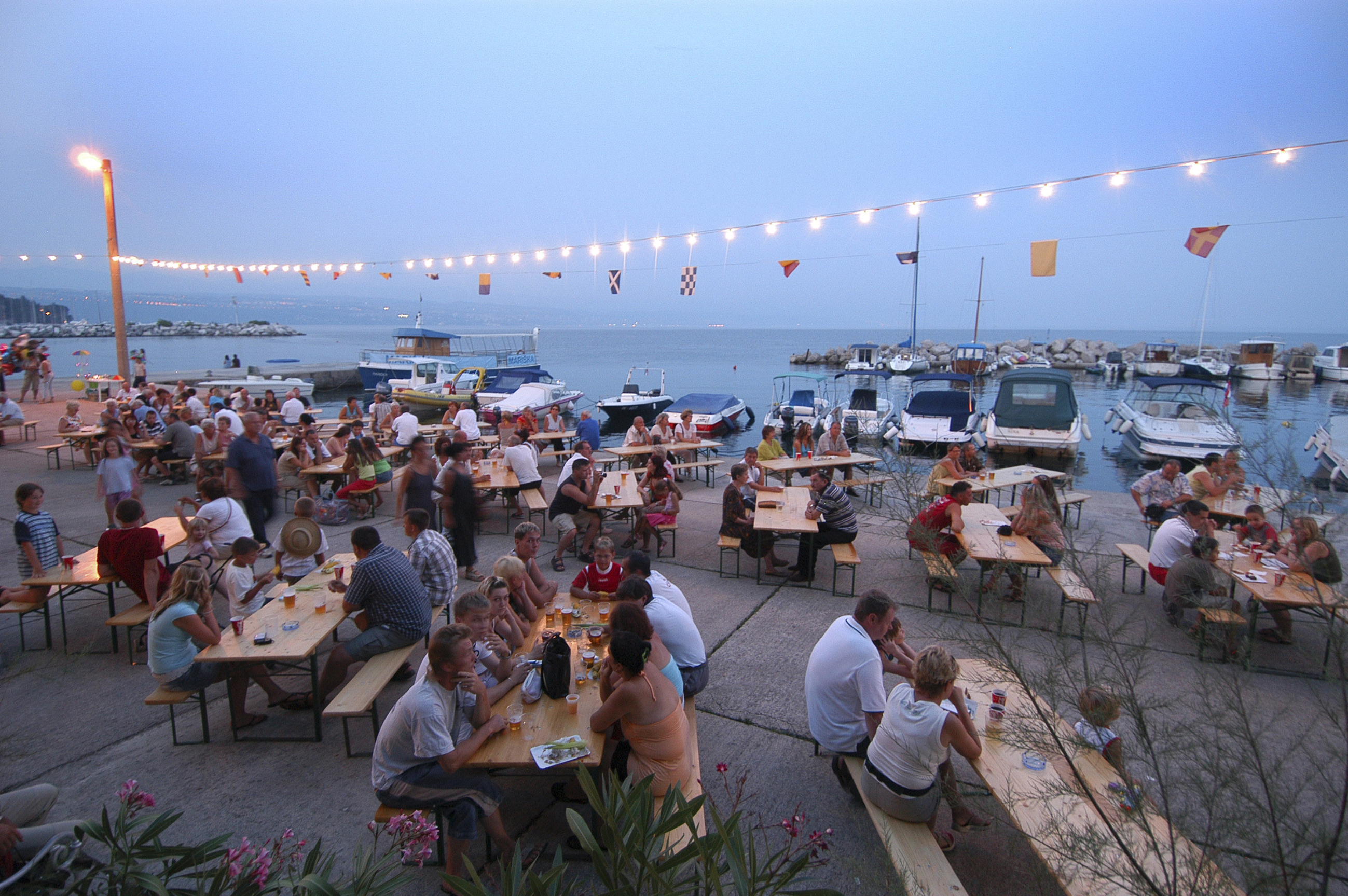
Nyáreste Ičićin

| Lakosság változása | Lakosság változása | Lakosság változása | Lakosság változása | Lakosság változása | Lakosság változása | Lakosság változása | Lakosság változása | Lakosság változása | Lakosság változása | Lakosság változása | Lakosság változása | Lakosság változása | Lakosság változása | Lakosság változása | Lakosság változása |
| ------------------ | ------------------ | ------------------ | ------------------ | ------------------ | ------------------ | ------------------ | ------------------ | ------------------ | ------------------ | ------------------ | ------------------ | ------------------ | ------------------ | ------------------ | ------------------ |
| 1857               | 1869               | 1880               | 1890               | 1900               | 1910               | 1921               | 1931               | 1948               | 1953               | 1961               | 1971               | 1981               | 1991               | 2001               | 2011               |
| 0                  | 0                  | 113                | 127                | 211                | 342                | 0                  | 0                  | 405                | 418                | 434                | 483                | 561                | 579                | 530                | 856                |

## Nevezetességei
Az itteni tengerpart egyik leglátványosabb épülete a Münz-villa. A villát 1903-ban építtette Jakob Ludwig Münz dél-tiroli kőfaragó és kőbánya tulajdonos, a pólai Grand Hotel építője és a Fiume-Póla autóbuszjárat kezdeményezője. Ő az 1908 és 1933 között üzemelt Matulje–Lovran villamosvonal alapítójának Alfred Wrede üzleti partnereként érkezett Abbáziába. A villát 1948-ban tulajdonosaitól elkobozták és előbb egy vállalati szövetség kezébe került, majd tüdőbeteg gyermekek kórházát rendezték be benne. Később menekültek szálláshelye volt, végül 1999-ben Abbázia városától az amerikai-horvát Hopper házaspár vásárolta meg.

## Kultúra
Ičićin minden évben tartanak néhány kulturális és szórakoztató rendezvényt, melyek közül kiemelkedik a dokumentumfilmek seregszemléje a Liburnia filmfesztivál.